# Il ladro e i cani
Il ladro e i cani (titolo originale in arabo: اللص والكلاب, al-Liṣṣ wa al-kilāb e in trad. francese Le voleur et les chiens) è un romanzo scritto da Naguib Mahfouz nel 1961.

## Trama
Said Marhan è un ladro che esce di prigione dopo quattro anni di detenzione. Si ritrova solo, in un mondo che non riconosce e tutto sembra rivoltarglisi contro. La moglie ha divorziato da lui e ha sposato proprio Alish, l'ex complice, quello che lo denunciò e lo fece arrestare. Said cerca di rivedere la figlia Sana, ma la bambina non lo riconosce, ha paura e scappa da lui in lacrime. In questa prima parte del romanzo il protagonista, per quanto ferito nell'orgoglio e nell'onore, sembra animato dalla speranza di riacquistare un ruolo rispettabile nella società, per poter reclamare la figlia. Said cerca quindi il suo vecchio amico e compagno di ideali rivoluzionari in gioventù, Rauf, ora affermato giornalista. La delusione è cocente, quello che era uno studente combattivo animato da ideali di giustizia, ora abita in una grande villa protetta da guardiani; egli, abbandonate le vecchie ideologie, vive un'esistenza tra lusso e comodità e liquida il vecchio compagno con una misera elemosina. Said, disperato, cerca rifugio da uno sceicco sufi, Ali Gunaydi, uomo saggio già maestro di suo padre; Said però non riesce a pregare insieme a lui e le parole dello sceicco non lo confortano; decide allora di avere giustizia tramite la vendetta, invertendo l'ordine logico delle cose: di solito sono i cani a inseguire il ladro, mentre qui è Said il ladro, che prova a inseguire i cani traditori. Il suo primo obiettivo è Alish che gli ha sottratto la sua famiglia. Il tentativo di ucciderlo fallisce con un tragico errore, sarà infatti un innocente a rimetterci la vita. L'incontro con Nur, prostituta dall'animo buono che ama Said e lo nasconde nella sua abitazione, non riesce a dare pace all'ex detenuto. Convinto di agire per un senso di giustizia per se stesso e per tutti gli oppressi di un sistema corrotto che non dà speranze, l'uomo, una notte, si avvicina a Rauf mentre questi sta rientrando nella sua villa e spara, ma ancora una volta uccide un innocente, il custode. Ormai braccato, senza nemmeno più l'appoggio di Nur che è sparita, Said fugge in una notte buia e senza luna, imbocca la via del cimitero e, dopo aver sparato gli ultimi colpi, si arrende ormai indifferente a tutto e a tutti.

## Edizioni italiane
- Il ladro e i cani, trad. di Valentina Colombo, Milano: Feltrinelli, 1990 ISBN 8807014017 ISBN 9788807811968
- stessa trad. con Vicolo del mortaio nell'antologia della collana "Scrittori del mondo: i Nobel",  Torino: Utet, 1991 ISBN 8802044635
- stessa trad. come allegato a "la Repubblica", Roma: La biblioteca di Repubblica, 2003 ISBN 8496200671